# 孔贝尔托
孔贝尔托（法語：Combertault，法語發音：[kɔ̃bɛʁto]）是法国科多尔省的一个市镇，属于博讷区。

## 地理
孔贝尔托（46°59'34"N, 4°53'56"E）面积3.92 平方千米，位于法国勃艮第-弗朗什-孔泰大區科多尔省，该省份为法国中东部省份，北起奥布省，西接涅夫勒省和约讷省，南至索恩-卢瓦尔省，东南接汝拉省，东临上索恩省，东北部与上马恩省接壤。
与孔贝尔托接壤的市镇（或旧市镇、城区）包括：吕费莱博讷、圣玛丽拉布朗什、博讷、勒韦尔努瓦、默尔桑日。

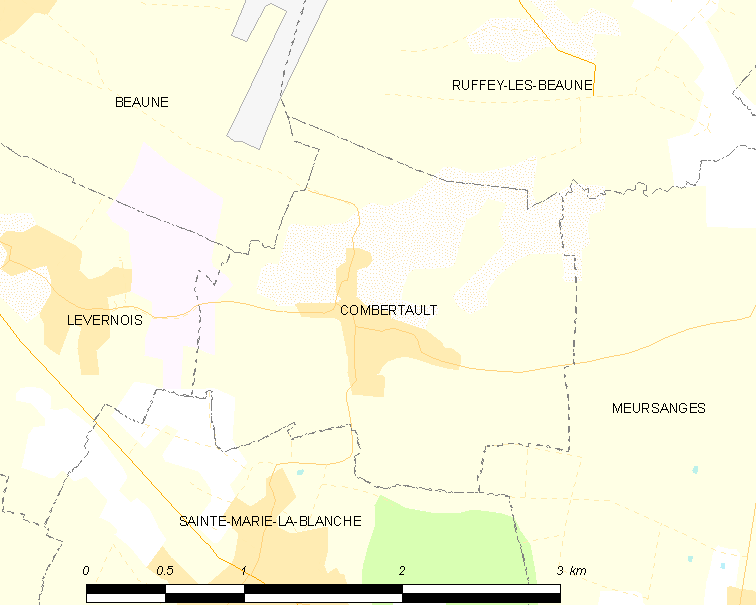
孔贝尔托的OSM定位图

孔贝尔托的时区为UTC+01:00、UTC+02:00（夏令时）。

## 行政
孔贝尔托的邮政编码为21200，INSEE市镇编码为21185。

## 政治
孔贝尔托所属的省级选区为拉杜瓦-塞里尼县。

## 人口

1962-2008年间孔贝尔托人口变化图示

孔贝尔托于2022年1月1日时的人口数量为539人。